# オオバウマノスズクサ
オオバウマノスズクサ（大葉馬の鈴草、学名: Aristolochia kaempferi、中国名：大葉馬兜鈴）はウマノスズクサ科ウマノスズクサ属のつる植物である。

## 特徴
低山の山林に生息するつる性の落葉木本。蔓は木化して他の草木に絡み、高さ2 - 3メートル (m) に達する。若い茎は緑色で軟毛を密生するが、やがて無毛になる。蔓は木質化が進み、老成すれば直径2センチメートル (cm) 程度になり、まばらに分岐する。太い茎は淡褐色で、縦に稜状の筋がある。地下茎は長く伸びる。葉は互生。葉は幅広のものから狭いものまで変異が大きい。
花期は5 - 6月、子房下位。花被筒は外面有毛、内部は無毛。花被筒は基部から下向きに伸び、中程で湾曲して上に向かい、縁は開出して三浅裂。6本の花柱は短柱となり、その廻りに6本の雄蕊をつけるが花糸はない。花柄は3 - 5 cm で、葉腋から1本ずつ出る。萼筒が強く折れ曲る長い筒状の花は、入った虫が簡単に出られない構造になっており、中で虫が動き回ることで受粉できる。朔果は6稜を持つ長楕円形で5 - 8 cm。種子は長さ5ミリメートル (mm) で楕円形。染色体数は2n＝32。
冬芽は長さ2 mmほどの円錐形で、2枚の芽鱗に包まれ、白色から淡褐色の毛に覆われている。側芽は互生し、主芽の下に副芽（花芽）がつく。葉痕はV字形で維管束痕が3個つく。

## 分布
本州の関東地方以西の太平洋岸、四国、九州、沖縄、中国に分布する。ただし後述するように、中国のものは別種とし、本種を日本固有種と考える研究もある。日本では海岸近くの林縁やみかん畑のへりなどに生育する。

## 分類学
（本項目の大部分は、(渡邉・東馬、大井・東馬 2016)、(馬 1989)によるものである。）
ケンペルは(Kaempfer 1712)（日本語題は『廻国奇観』として知られる）において、「Sam kakuso」としてオオバウマノスズクサを紹介している。本種は(Kaempfer 1791) の図版t49をタイプとして、Linne (1805)に記載され、和名としては廻国奇観で紹介された「Sam kakuso」が採用されている。
中国では基本変種のA. kaempferi f. kaempferiの他に以下の3変種が認められる。
- A. kaempferi f. heterophylla：花茎に卵型または円形で茎を抱く長さ5-15mmの小苞片がある。陝西省、甘粛省南部、四川省西部、湖北省西部。
- A. kaempferi f. thibetica：葉が琴または倒卵状の長い円形をなす。四川省（叙永県、康定市）、重慶市南川区、雲南省中部以北。
- A. kaempferi f. mirabilis：葉が細長く披針型。四川省雷波県。

ただし、(馬 1989)は、本種を中国のものは別種とし、(Ohi-Toma et al. 2014)(渡邉・東馬、大井・東馬 2016)は本種を日本固有種として扱っている。
(大井 1953)は葉が三裂する点をウマノスズクサとホソバウマノスズクサ（現アリマウマノスズクサ）の相違点とし、これ以降の図鑑等ではおおむねこの見解に従っている。
本種の近縁種に関する分類が混乱する理由は、本属の分類には花の特徴が重要であるにもかかわらず、自然状態において開花個体を見出すことが少ない地域がある上に、たとえ花が付いていても腊葉標本では花の立体的な構造や色などの情報が失われることによる。そのため、葉の形態に注目して種と分類群を認識してきた経緯があるが、本種（及びアリマウマノスズクサなどの近縁種）は葉の形態変異が多様であることも混乱の理由である。
近縁種のウマノスズクサ（Aristolochia debilis）は、冬に地上部が枯れる草本である。

## 種の保全状況評価等
2019年現在、愛知県と茨城県では絶滅危惧Ⅱ類、香川県と熊本県では準絶滅危惧(NT)に指定されている。

## ギャラリー
- オオバウマノスズクサの花
- 花の断面
- 果実